# Al-Mâwardi
 (avril 2017).
Al-Mâwardî, ou Abu al-Hasan Ali Ibn Muhammad Ibn Habib al-Mawardi, en latin Alboacen (974-1058), est un juriste musulman arabe de l’école shāfi'īte. Son travail est centré sur la religion, le gouvernement, le califat, le droit. La pensée d’al-Mâwardî apporte aussi à la philologie, l’interprétation, l’éthique et la littérature coranique
Il est diplomate pour les califes abbassides al-Qa’im et al-Qadir dans les négociations avec de nombreux hommes politiques importants, notamment les émirs bouyides. Il est surtout connu pour son traité « Les statuts gouvernementaux » ou « Les ordonnances du pouvoir politique », en arabe « al-Ahkam al-Sultaniyya w’al-Wilayat al-Diniyya ». Il détaille et définit les fonctions du califat, devenues ambiguës car contrées par l’influence des émirs bouyides à partir de 945.

## Biographie

### Jeunesse et formation
Al-Mâwardî est né à Bassora en 974. L’historien shāfi'īte al-Khatib al-Baghdadi dit que son père était un marchand d’eau de rose. Jeune, al-Mâwardî étudie la théologie de manière très approfondie. Il poursuit ses études à Bagdad sous les enseignements de Abd al-Hamid et de Abdallah al-Baqi. Il apprend le fiqh (jurisprudence musulmane) d’Abu al-Wahid al-Simari et d'Abū Hamid al-Isfara'inī, et prend alors résidence à Bagdad. Bassora et Bagdad étaient les centres de l’école mu‘tazilite (on parle de mouvement mu‘tazilite comme de la première école théologique sunnite depuis le VIIIe siècle, inspirée de la philosophie grecque et soucieuse de logique et de rationalisme). Le juriste orthodoxe al-Subki a condamné al-Mâwardî pour sa sympathie avec cette école.

### Un réformateur du califat et du sunnisme
Al-Mâwardî mène une carrière brillante principalement à Bagdad. Il est d’abord professeur puis exerça la fonction de cadi (c’est-à-dire de juge, traditionnellement désigné sous l’empire abbasside par le calife ou par ses délégués, sultans ou émirs) dans plusieurs villes. Il devient ensuite le « juge des juges » (qâdî al-qudât) de Bagdad. Contrairement à nombre de ses collègues, comme le juriste hanbalite Abû Ya’lâ qui n’accepta ses fonctions politiques qu’avec beaucoup de méfiance, al-Mâwardi n’était manifestement pas sensible aux traditionnelles mises en garde des oulémas, les théoriciens du dogme religieux, à l’égard de la fréquentation des princes. En effet, al-Mâwardî est proche des élites politiques et sociales et est alors un personnage connu de la cour abbasside à Bagdad. Il exerce ces fonctions à une époque où les califes ont du mal à asseoir leur pouvoir, car les émirs bouyides les ont assujettis à leur autorité temporelle et les fatimides menacent leurs frontières. La politique des califes al-Qadir et al-Qa’im a eu comme principale préoccupation de faire reconnaître la souveraineté califienne.
Al-Mâwardî fut directement au service du calife al-Qadir (991-1031). Il l’aida dans sa politique face aux Bouyides chiites duodécimains qui fut facilitée par les divisions internes qu’ils connaissaient. Il appartenait également à un groupe de jurisconsultes et théologiens au service du calife. Al-Qadir lui commanda un manuel résumant la doctrine shāfi'īte. Les émirs devant souvent quitter  Bagdad pour défendre leurs frontières, la capitale fut plusieurs fois sujette à un vide de pouvoir, ce qui valut à l’émir al-Malik al-Rahîm Khusraw Fîrûz d’être accusé de faire des propositions d’ouverture aux Seldjoukides, et de voir le peuple se retourner contre lui.
Sous le califat d’Al-Qa’im (1031-1075), Al-Mâwardi passa encore plus directement au service du calife. Il fut chargé de plusieurs missions d’ordre diplomatique ou juridique principalement auprès des bouyides, mais également auprès de Tugril-Beg en 435, un  sultan seldjoukide qui venait de prendre la ville de Rayy. En 1032, Al-Mâwardî eut pour mission  de discuter de la titulature que le calife allait décerner à l’émir bouyide Abû Kâlîgâr et du montant des donations que ce dernier lui devait. Il eut une autre mission la même année, auprès de Galâl al-Dawla, dont on ne connaît pas les raisons. Il fut aussi ambassadeur dans diverses régions musulmanes pour le calife en 1031, 1037, 1042 et 1043, et réussit avec lui à redorer l’image et le pouvoir du calife en s’appuyant sur un sunnisme rigoureux avec l’aide des Turcs ghaznévides. En 1045, arrive le vizir Ibn al-Muslima qui donne un nouvel élan à la politique du califat. Al-Mâwardi fait partie de son entourage, et lui dédie un ouvrage sur le vizirat.
Le Xe siècle est donc pour l’empire abbasside une période mouvementée animée par des violences internes et externes et des oppositions politiques et religieuses. De plus, les califes abbassides doivent faire face à d’importantes révoltes militaires. Le moment semble donc propice pour tenter de réaffirmer l'autorité califale, al-Māwardī reçoit alors la mission de rédiger un état précis des prérogatives du calife, sanctionnées par la loi religieuse .  On considère donc que c’est à la demande du calife qu’il compose Les statuts gouvernementaux, œuvre achevée entre 1045 et 1058.
Pour ce qui est de son caractère, al-Mâwardî est connu comme un homme humble, éloquent et enthousiaste dans ses prises de paroles. Au regard des polémiques théologiques de son temps, il s’impose comme une figure emblématique et la pensée qu’il développe dans ses nombreux ouvrages influence le monde islamique jusqu’à notre époque contemporaine. Il mourut âgé de 84 ans à Bagdad le 27 mai 1058 (30 rabi‘ I  450).

## Ouvrages
La période du Xe siècle est baptisée par de nombreux penseurs « le siècle de l’humanisme arabo-islamique », car elle est des plus riches dans l’histoire du l’islam, aussi bien sur le plan littéraire ou philosophique que du point de vue juridique et théologique.Al-Mâwardî est considéré, à juste titre, comme l'un des meilleurs auteurs politiques de l'âge classique de l'Islam. S'il est bien connu dans la tradition orientaliste grâce à son célèbre traité intitulé les Statuts gouvernementaux, ouvrage de droit public et administratif qui fut traduit dès la fin du XIXe siècle en plusieurs langues européennes, son texte De l’éthique du Prince et du gouvernement de l’État, ouvrage inscrit dans la tradition des Miroirs des princes (adab sultaniyya), nous fait découvrir les facettes littéraires et philosophiques de sa pensée. Il laisse aussi divers ouvrages d’exégèse coranique, de langue et de grammaire.

### Œuvre complète

#### Thèse principale: sur le pouvoir et le comportement du calife
Al-Mâwardî restitue et théorise la mission complexe du calife. Selon lui, cette figure serait l’institution nécessaire à la vie religieuse et à la communauté. « Pour lui le califat symbolisait un système (…) politico-religieux qui régule la vie des hommes de la communauté musulmane jusqu’au moindre détail. » Pour Al-Mâwardî, la religion est un facteur de sauvegarde du lien social. Dans Les statuts gouvernementaux, il dit qu’elle « favorise la convivialité et la clémence, fondements nécessaires au bon fonctionnement de la vie ». Mais elle ne doit pas dicter seule la loi, c’est pourquoi al-Mâwardî insiste sur la nécessité de la sécularité du politique. Le calife est donc un homme qui ne doit pas être divinisé pour éviter des confusions. Al-Mâwardî appelle la « justice cachée » le fait, pour le calife, de consulter ses conseillers. Ne pas faire appel à ses conseillers et donc de prendre une décision unilatérale est traduit par  « al-istibdâd » qui signifie aujourd’hui tyrannie.

### Les statuts gouvernementaux
Les Statuts gouvernementaux sont un traité aussi connu sous le nom d’Ordonnance du gouvernement. Profitant du bref regain de la puissance du calife pour les rédiger, al-Mâwardî produit à travers cet écrit le premier ouvrage de droit visant à résoudre les tensions entre les anciennes fonctions du calife et le pouvoir des princes nouveaux détenu par les Bouyides.

#### Présentation et structure
Les statuts gouvernementaux rassemblent diverses questions politiques tout en formant un ensemble homogène et puissant d’un point de vue théorique. C’était la première fois qu’un auteur prenait soin de rassembler en une seule problématique cohérente un objet jusqu’alors éclaté, dispersé en différentes disciplines ou, comme l’écrit Abû Ya‘lâ après avoir évoqué le chapitre qu’il avait consacré à l’imamat dans son traité de théologie (Al-mu‘tamad fî usûl al-fiqh), de rendre cet objet autonome en lui consacrant un livre spécifique. Cette intention est purement pragmatique selon al-Mâwardî : un tel rassemblement de la problématique facilitera l’accès aux connaissances nécessaires aux administrateurs de l’État à qui l’ouvrage est naturellement destiné. Il n’en reste pas moins que ce projet utilitaire a aussi donné naissance à une nouvelle discipline autonome relevant de l’ensemble des sciences légales dont l’objet est l’imamat. Les chercheurs considèrent avec les traducteurs de ce texte qu’il ne s’agit ni de philosophie, ni de théologie politique, mais bien d’un texte de droit public, constitutionnel et administratif, comblant alors avec succès les lacunes institutionnelles présentes au sein de l’empire abbasside.
Le propos des Statuts gouvernementaux peut être résumé ainsi:
« L’ouvrage a clairement pour objet principal la description des « rouages de l’État » : son organisation, ses institutions politiques et administratives, les fonctions au sein de celles-ci et les conditions pour y accéder, etc. La réflexion proprement politique y est chose très rare – plus rare que dans le traitement de la question de l’imamat telle qu’abordée dans les traités de théologie qui sont plus « engagés » –, mais en réalité, on y trouve bien une doctrine politique élémentaire présentée comme une « doctrine commune » – celle des Sunnites (ahl al-sunna wa l-jamâ‘a) – dans le premier chapitre. »
Les statuts gouvernementaux sont divisés en vingt chapitres que voici, selon les traductions de L. Ostrorog et d’E. Fagnan :
1. De la conclusion du contrat d’imamat (fî ‘aqd al-imâma),
2. De la collation du vizirat (fî taqlîd al-wizâra),
3. De la collation du gouvernement des provinces (fî taqlîd al-imâra ‘alâ al-bilâd),
4. De la collation de la commanderie  dans la guerre religieuse (fî taqlîd al-imâra ‘alâ al-jihâd),
5. De la commanderie des guerres communes (fî l-wilâya ‘alâ al-masâlîh),
6. De la judicature (fî wilâyat al-qadâ’),
7. Du redressement des torts (fî wilâyat al-mazâlîm),
8. Du syndicat des gens nobles (fî wilâyat al-niqâba ‘alâ dhawî al-ansâb),
9. De la direction de la prière (fî l-wilâya ‘alâ imâmat al-salawât),
10. De la direction du pèlerinage (fî l-wilâya ‘alâ l-hajj),
11. De l’administration des aumônes légales (fî wilâyat al-sadaqât)
12. De la répartition de l’aubaine et du butin (fî qism al-fay’ wa l-ghanîma),
13. De l’imposition de la capitation et de l’impôt foncier (fî wad‘ al-jizya wa l-kharâj),
14. De la distinction des provinces et de leurs statuts (fîmâ takhtalifu ahkâmuhu min al-bilâd),
15. De la vivification des terres mortes et de l’irrigation (fî ihyâ’ al-mawât wa istikhrâj al-miyâh),
16. De la mise en réserve et de la mise en usage (fî l-himâ wa l-arfâq),
17. Des statuts des fiefs (fî ahkâm al-iqtâ‘),
18. De l’institution du divan et de ses statuts (fî wad‘ al-dîwân wa dhikr ahkâmihi),
19. Des statuts des crimes et des délits (fî ahkâm al-jarâ’im),
20. Des statuts du maintien de l’ordre public (fî ahkâm al-hisba).

#### Analyse: une législation des fonctions du calife

##### La nécessité de théoriser le pouvoir du calife
La question politique se trouve cœur des préoccupations de la jeune communauté musulmane post-prophétique. Lorsqu’en 622, le prophète émigre de La Mecque et s’installe avec ses partisans à Yathrib, la future Médine, il devient le chef d’une entité politique difficile à définir mais qui constitue historiquement la matrice du futur empire musulman. Une dimension théologico-politique s’ajoute très vite à la mission spirituelle du prophète. Cependant, certains érudits musulmans s’appliquent à déconsidérer la réflexion politique au sein de la réflexion religieuse. Abû Ishâq al-Shîrâzî (1003-1083), juriste shāfi'īte et directeur de la Nizamiyya, prestigieuse université de Bagdad, dit que « les statuts des choses politiques » (ahkâm al-siyâsât) ne font tout simplement pas partie de la sphère de ce qui est concerné par la Voie/Loi révélée ; et que par conséquent, il ne s’agit pas d’un objet pertinent pour les sciences légalo-religieuses.
Cet ouvrage d’al-Mâwardî vient donc combler cette lacune et contredire le point de vue de plusieurs penseurs musulmans. Avec Les statuts gouvernementaux, al-Mâwardî crée un nouveau genre et pose de nouvelles questions qui connaissent un grand succès jusqu’à être totalement intégrées à la réflexion sunnite sur les domaines religieux et politiques.

##### La désignation du califat: un protocole rigoureux
Le calife, ou imam, est « le lieutenant du prophète » sur terre et non de Dieu. Sa fonction, qui est de « succéder à la prophétie pour ce qui est de la protection de la religion et de la gestion des choses mondaines » est détaillée en dix tâches, qui recouvrent les champs politique, financier, religieux, juridique, ou encore militaire.
La connaissance de toute la communauté n’est pas nécessaire pour le calife : il suffit, nous dit al-Mâwardî, que le peuple soit informé et sache que le califat a été délégué à une personne qualifiée. Alors, seules deux classes de la communauté ont à s’inquiéter des obligations liées au califat : les quelques membres de la communauté qui sont éligibles (ahl al-imâma), et « les gens du choix » (ahl al-ikhtiyâr), soit, les oulémas qualifiés pour élire le calife, qui se sont arrogé ce droit. Al-Mawârdî reprend les pratiques de facto de son époque et les théorise, voyant ainsi sept conditions pour qu’un musulman soit éligible au califat : « la probité », la science nécessaire à la pratique de l’ijtihâd, l’intégrité des sens de l’ouïe, de la vue et de « la langue » (al-lisân), l’absence de tares physiques handicapantes, le jugement politique, le courage, le lignage (al-nasab), c’est-à-dire être de Quraysh, la tribu dont Mahomet faisait partie.
Un calife est soit désigné par les oulémas, soit par le calife précédent. Cette tradition est inspirée des « califes bien guidés » (‘Umar a été désigné imam par Abû Bakr alors que ‘Uthmân a été choisi par un conseil de sages)  dont l’époque correspond à “l’âge d’or” sunnite. Cependant, le calife désignant son fils ou son père comme successeur est un cas de figure qui dérange apparemment al-Mâwardî. Mais l'imamat sunnite a pu être héréditaire en pratique.
Enfin, on ne saurait tolérer que deux imams, installés dans deux provinces différentes du pays d’islam, soient en même temps à la tête de la communauté: l’imamat est indivisible. Le cas échéant, al-Mâwardî est d’avis que le calife légitime est celui qui est désigné en premier.

#### Critiques de ses contemporains
Aux yeux de ses contemporains, les théories d’al-Mâwardî et ce souci de théorisation ont pu être jugés gratuits et décalés par rapport aux réalités des pratiques politiques. Cependant, la pensée d’al-Mâwardî apparaît comme très lucide sur les risques et les faiblesses que peut présenter la fonction de calife, et pose des principes essentiels d’une politique juste. En effet, le califat y est clairement conçu en termes de contrat passé avec la communauté sunnite tout entière ; et sa désignation est le produit d’un choix éclairé. Enfin, al-Mâwardî fait preuve de clairvoyance lorsqu'il prône un pouvoir centralisé qui doit absoudre les gouverneurs locaux si ceux-ci usurpent le pouvoir, car cette concurrence entre les échelles de gouvernement fut une des principales causes de la chute de l'empire abbasside.

### De l'éthique du prince et du gouvernement de l'État
Faisant partie de la tradition des Miroirs des princes, les réflexions politiques sont puisées, ici, dans deux sources distinctes de celle du droit : d’un côté, l’histoire des grands souverains, et, de l’autre, les maximes de sagesse prononcées par les philosophes, les poètes ou les hommes politiques, qu’ils soient arabes, perses ou grecs. Al-Mâwardî se demande alors comment former le chef politique, administrer l’État, ou conserver le pouvoir sans favoriser sa corruption.

#### Une structure binaire
Cet ouvrage est divisé en deux grandes parties.
De l’éthique du Prince comporte vingt chapitres :
1. des caractères éthiques
2. des vertus éthiques
3. des actions volontaires
4. de la noblesse d’âme et de la prud’homie
5. des caractères éthiques selon leur rectitude et leur corruption
6. de l’éthique du prince
7. de l’orgueil et de l’amour-propre
8. de la parole et du silence
9. de la vérité et du mensonge
10. de la colère
11. de la constance
12. de la dissimulation
13. du conseil
14. des qualités contraires chez le prince
15. du respect des pactes
16. de l’envie
17. de l’examen de conscience
18. de la prudence et de la méfiance
19. du bon augure et de la superstition
20. se gouverner soi-même.

Du gouvernement de l'État comporte vingt chapitres :
1. de la religion
2. des bases de l’État
3. des bases du gouvernement
4. de l’espoir et de la crainte
5. du choix des fonctionnaires et des proches collaborateurs
6. des catégories que le prince doit personnellement inspecter
7. des gens qu’il ne faut pas nommer dans l’administration
8. de la détérioration du pouvoir
9. des remèdes qu’il faut utiliser contre la détérioration de l’État
10. de la résolution
11. de la protection des frontières
12. du gouvernement des fonctionnaires de l’administration
13. de la nécessité de se renseigner sur les sujets
14. de la méfiance à l’égard des calomniateurs
15. de la monnaie et des finances
16. de la sécurité des routes
17. de la conduite du prince avec ses ennemis
18. de l’égalité entre le prince et ses sujets
19. de la conduite du prince avec les représentants de la religion
20. de la justice du prince.

Cette deuxième partie est plus politique et aborde l’administration effective de l’État à travers ses différents organes et offices. Cette division binaire confirment le principe que le gouvernement de soi est le fondement du gouvernement des autres.

#### Analyse: entre gouvernement de soi et gouvernement des autres

##### La tradition du Miroir (adab sultaniyya)
Adab sultaniyya peut se traduire littéralement par « les règles de la conduite du pouvoir politique », mais se traduit communément par « Miroirs des princes », et renvoie à une tradition littéraire. Ces règles de conduite font partie des belles lettres (adab) censées former l’adîb qui est l’équivalent de l’honnête homme du XVIIe siècle. Ces traités politiques visent à la formation du prince, mais aussi de tous ceux qui s’occupent des affaires du gouvernement. Ces textes étaient très diffusés au sein du peuple: ils étaient autant répandus, voir plus, que les livres d’Al-Fârâbi. Les Miroirs des princes constituent une sorte de manuel composé de conseils et de préceptes moraux destinés à montrer au souverain la voie à suivre pour régner selon la volonté de Dieu. Comme leur nom l'indique, ces traités font figure de miroirs renvoyant l'image, la description du roi parfait.
Al-Mâwardî est l’un des premiers penseurs à rapprocher les miroirs des traités de gouvernement (et non plus des épîtres centrées sur la morale religieuse). Après Al-Mâwardî, la plupart des textes sont à la fois plus imposants et structurés, divisés en chapitres et parties bien proportionnées comme le montrent, entre le XIIe et le XVe siècle, les exemples d’al Turtushi, Al-Abbasi, Al Maliqi, Ibn Al Azraq. La particularité des miroirs d’Al-Mâwardi est qu’ils utilisent une forme argumentative (maximes de sagesses et poésie sentencieuse) alors que les autres miroirs utilisent une forme narrative.

##### Les qualités du calife
Al-Mâwardî lie la sphère individuelle de l’éthique et la sphère publique de la politique. Il définit les qualités que tout individu doit acquérir : la générosité, la grandeur d’âme, l’amour de la vérité, la patience, la discrétion, la fidélité, la maîtrise de soi, la consultation des collaborateurs, et la répulsion à l’égard du sentiment d’envie. Il parle ensuite des qualités réservées aux rois, ce sont les  « qualités contraires » (« akhlâq mutaqâbila »). Ces qualités reposent sur une parfaite coexistence entre les extrêmes : générosité et économie, douceur et fermeté, clémence et châtiment, force et intelligence, ruse et violence. Le calife est donc celui qui est capable d’une chose comme de son contraire et du juste milieu. Il ne doit donc pas montrer une face unique qui ferait de lui un faible. Par exemple, pour ce qui est du comportement à adopter en temps de guerre, il doit pouvoir châtier, mais sans abuser de la violence.

##### La nécessité d’écouter ses conseillers
Al-Mâwardî pose les principes de la relation entre le calife et ses conseillers. Le calife doit voir ces derniers individuellement, et c’est ensuite à lui de distinguer le vrai du faux et le bon du mauvais conseil : « Lorsque les conseillers accouchent de toutes leurs opinions, le souverain doit les présenter à son esprit, les sonder par sa raison, en examiner le commencement et la fin, demander aux conseillers leurs causes et leurs résultats, discuter avec eux leurs fondements et leurs cas particuliers, et faire cela selon la règle de l’équité, sans les accabler, et par désir de trouver le vrai, et non pas pour réfuter leurs opinions ».
Ensuite, lorsque le calife décide d’appliquer un conseil reçu, le résultat de cette application ne pourra être imputé qu’à lui-même. Autrement dit, le calife doit mener une politique non pas normative mais efficace : Makram Abbès parle de l'adoption d'une « éthique de la responsabilité plutôt qu’une éthique de la conviction ».
Al-Mâwardî insiste sur l’importance de former des délégués au pouvoir : « que le souverain sache qu’il ne peut trouver la voie droite, pour lui, ainsi que pour ses sujets, qu’en imposant la discipline à ses auxiliaires et à sa cour. Le souverain ne peut en effet diriger les affaires lui-même directement, mais doit les déléguer à ceux parmi ses auxiliaires qui sont compétents » 

### Règles de conduite pour l'ici-bas et l'au-delà
Al-Mâwardî nous montre dans cet ouvrage à la fois le sens religieux des piliers de l’Islam, et l’aspect pratique que contient leur morale. Il dit alors que la prière sert à maintenir une disposition appropriée de crainte et d’ardeur, tandis que le jeûne a pour but de nous aider à avoir pitié des pauvres tout en maîtrisant nos appétits corporels, abaissants pour la dignité humaine. Pour ce qui est du pèlerinage, il permet au croyant de se repentir, mais aussi de lui faire prendre conscience du confort d’un chez soi et de l’hospitalité que nous devons offrir aux voyageurs. La zakât est prescrite pour soulager les pauvres et les libérer de la haine et de l’isolement, et la générosité mène au respect des droits.

## Pensée et postérité

### Un précurseur de la science politique
Al-Mâwardî donne naissance à une discipline autonome où religion et politique s’entremêlent ; nous pouvons l’appeler droit politique. Il propose une grille de lecture, plus complexe que la simple fusion entre le politique et le religieux, qui ouvre la voie à la sécularisation ainsi qu’à l’autonomisation du politique tout en laissant une place à la raison Cette nouvelle discipline porte en elle les stigmates des querelles idéologiques et politiques de l’époque, qui opposent principalement le calife abbasside sunnite à l’accession au pouvoir d’une dynastie d’obédience chiite, les Bouyides. Al-Mâwardî n’est pas le seul à instaurer cette nouvelle discipline : il est au cœur d’un réseau de savants musulmans.

### Influences

#### Auteurs contemporains d’al-Mâwardî
- Abû Ya‘lâ al-Farrâ’ (380/990 - 458/1066), juriste dans les pas d’al-Mâwardî, écrit un ouvrage avec le même titre (Les Statuts Gouvernementaux) cherchant à adapter ses thèses au droit hanbalite, une des quatre écoles sunnites.
- Al-Juwaynî (1028-1085) aussi s’inscrit dans la lignée de la pensée d’al-Mâwardî. Il écrit Le secours des nations lorsqu’elles sont entourées par les ténèbres quand les Seldjoukides sont à Bagdad. Il est aussi de l’école shāfi'īte et se sent proche d’al-Mâwardî (son œuvre Al-Ghiyâthî s’intéresse aussi au califat) mais il reste critique vis-à-vis de ce dernier car les deux auteurs prônent des méthodes de réflexion divergentes.
- Abû Ishâq al-Shîrâzî (1003-1083) est un juriste shāfi'īte et le directeur de la Nizamiyya (la prestigieuse madrasa de Bagdad). Il écrit de nombreux ouvrages de droit (les plus connus sont Al-luma fi usul al-fikh et le Sharh al-luma) mais aussi d’histoire et de dialectique[23].
- Abû Bakr Muḥammad Ibn Al-Ṭayyib Al Bâqillânî (né en 950) est un théologien ash'arite, un juriste malikite, un spécialiste des Usūl al-Dīn et des hadiths.

#### Juristes musulmans postérieurs
Les statuts gouvernementaux sont considérés comme un des principaux livres de la pensée politique en Islam.
- Ibn Rushd ou Averroès (1126-1198) est un philosophe, théologien rationaliste islamique, juriste, mathématicien et médecin musulman andalou. Il est connu en Europe occidentale pour ses commentaires d’Aristote.
- Abu Hafs Umar an-Nasafi (en) (1062-1146) est un théologien, juriste et historien persan.
- Badr al-din Ibn Jama'a (1241-1333) est un théologien et juriste. Ses écrits politiques étudient le sultanat et le califat.
- Ibn Hajar (1372-1468) est un juriste shāfi'īte et un théologien de l'islam sunnite. Il est spécialisé dans le domaine des hadiths.

#### Philosophes de la politique
Sa réflexion politique laisse transparaître une tonalité idéaliste dans la mesure où il réfléchit à ce que devrait être un souverain idéal. Cependant, il ne manque jamais de pragmatisme et les questions qu’il se pose sur la manière de gouverner et d’administrer un État s’inscrivent dans une tradition philosophique à laquelle appartiennent les écrits postérieurs de Machiavel, Bacon ou Juste Lipse.